# Raúl Pateras Pescara

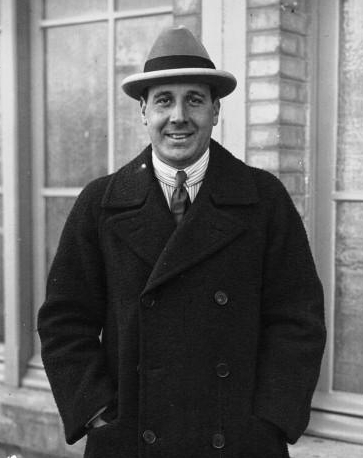
Raúl Pateras Pescara (1922)

Raúl Pateras Pescara (* 1890 in Buenos Aires; † 1966 in Paris), Marquis von Pateras-Pescara, war ein argentinischer Luftfahrtpionier und Erfinder. Er konstruierte Wasserflugzeuge, Hubschrauber sowie Motoren und Kompressoren und erfand die nach ihm benannte Variante einer Freikolbenmaschine.

## Leben und Werk
Um die Jahrhundertwende ging Pescaras Familie, die aus Italien stammt, von Argentinien nach Europa zurück.
In Paris arbeitete er mit Gustave Eiffel in Windkanal-Versuchen an einem Torpedoflugzeug, das Pateras Pescara genannt wurde. Im Jahr 1912 erprobte das italienische Marineministerium den ersten Torpedo-Bomber, der auf Pescaras Entwurf basierte.
Zu Beginn des Ersten Weltkriegs arbeitete Pescara mit dem Luftfahrtpionier Alberto Santos Dumont in Paris.
Es folgten zahlreiche Entwürfe und Patente, dessen erstes am 7. April 1917 in Spanien unter No. 63.659 bewilligt wurde; bis 1929 sollten 98 weitere Patente folgen.

### Hubschrauber
Ab 1919 entwickelte Pescara eine Reihe von Hubschraubern, die auf der Koaxial-Bauweise beruhten. Hierbei wird durch zwei auf der gleichen Achse gegenläufige Rotoren deren Drehmoment ausgeglichen.
Der grundlegende Entwurf ist in seinem zehnten französischen Patent No. 533.820 beschrieben, das am 21. Februar 1920 eingereicht wurde, mit „Hèlicoptère rationnel“ betitelt. Bis 1923 reichte Pescara über vierzig weitere Patente zu Hubschraubern ein.

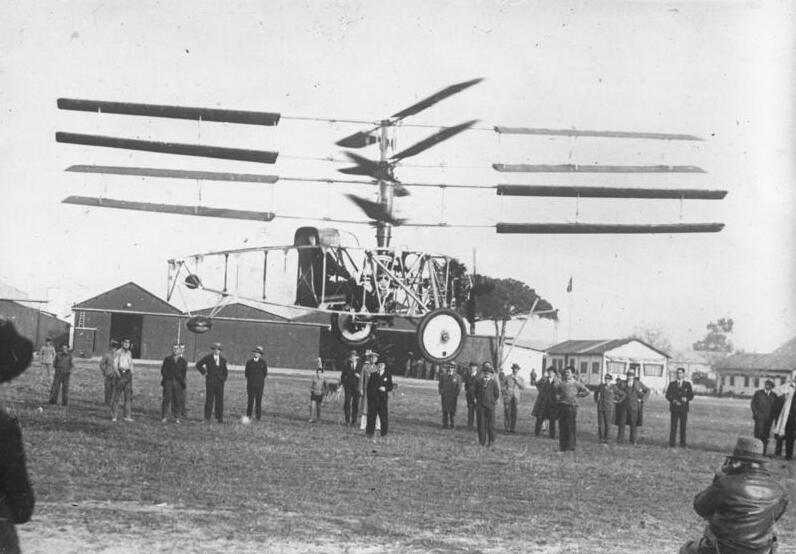
Pescara Typ 4S bei einer Vorführung im November 1931

Pescaras erfolgreichstes Modell hieß 'No.3' und wurde, als Weiterentwicklung zweier voriger Modelle, im Jahre 1923 gebaut. 1924 wurde eine Reihe von Flügen über mehr als 10 Minuten durchgeführt. Wie bei den Vorgängern kamen zwei koaxial angeordnete Doppel-Rotoren mit jeweils vier Paar Blättern zum Einsatz, die an einem gemeinsamen Rotormast befestigt waren. Für den Antrieb stand ein 180-PS-Hispano-Suiza-Motor zur Verfügung, der von einem Lamblin-Wasserkühler am Heck des Fahrzeugs gekühlt wurde. Trotz der aufwändigen und nach späteren Maßstäben umständlichen Konstruktion war der Pescara No.3 im Verhältnis zu seinem direkten Konkurrenten, dem von dem Franzosen Étienne Œhmichen gebauten Oehmichen No.2, einfach aufgebaut.
Am 18. April 1924 flog Pescara No.3 bei Issy-les-Moulineaux über eine Entfernung von 736 Metern und schlug damit den vier Tage vorher von Œhmichen aufgestellten Weltrekord um das Doppelte. Die Flugzeit betrug 4 Minuten und 11 Sekunden bei einer Höhe von 1,8 Metern und einer Geschwindigkeit von etwa 13 km/h.
Bemerkenswert an Pescaras Erfolg ist vor allem, dass sein Hubschrauber anders als Œhmichens und andere Rotorflugzeuge dieser Zeit den Vortrieb nicht durch klassische Propeller erreichte. Vielmehr konnte der Anstellwinkel der 16 Rotorblätter im Betrieb verstellt werden, indem sie in ihrer Längsachse verdreht wurden. Dadurch kippte die gedachte Rotorachse und erzeugte einen Vortrieb in die gewünschte Richtung. Pescara nutzte damit erstmals zyklische und kollektive Blattverstellung zur Steuerung – ein Prinzip, das bis heute bei Rotorflugzeugen durchgängig verwendet wird. Weiterhin konnte Autorotation genutzt werden, falls der Motor ausfallen sollte.
Weitere technische Daten des Pescara No.3:
- Motorleistung 135 kW
- Rotordurchmesser: 7,20 m
- Startgewicht: 1000 kg
- Leergewicht: 850 kg

### Automobil- und Motorenbau
Im Jahre 1929 gründete Pescara zusammen mit seinem Bruder Henri, dem italienischen Ingenieur Moglia und der spanischen Regierung die Fábrica Nacional de Automóviles S.A. (nationale Automobilfabrik) mit einem Kapital von 70 Mio. pesetas.
Als erstes Ergebnis wurde der Nacional Pescara 1931 auf dem Automobilsalon von Paris ausgestellt. Der Wagen war mit einem Achtzylinder-Motor ausgestattet und gewann 1931 den europäischen Grand Prix für Küstenrennen.
Am 28. Februar 1933 wurde die Pescara Auto-compressor Company in Luxemburg vorgestellt. Sie blieb für dreißig Jahre im Geschäft und hielt sechs französische Patente, vor allem zur Technologie von Kompressormotoren. Mitinhaber war die Pescara & Raymond Corporation aus Dover, Delaware, USA.
Zwischen 1934 und 1935 versuchte sich die Schweizerische Lokomotiv- und Maschinenfabrik mit Pescaras Hilfe am Bau von Automobilen, die als SLM-Pescara vermarktet werden sollten. Das einzige fertiggestellte Fahrzeug übernahm Pescara.
Während des Zweiten Weltkriegs arbeitete Pescara in Portugal an elektrischen Stromversorgungen.

### Freikolbenmaschinen

Schema einer Pescara-Freikolben-Maschine, die eine Gasturbine antreibt

Mit der nach ihm benannten Variante der Freikolbenmaschine, die er erstmals 1934 vorgestellt hatte, erzielte Pescara nachhaltig Aufmerksamkeit. Es handelt sich um Wärmekraftmaschinen, die bei einfachem Aufbau ohne Kurbeltrieb aus einem Treibstoff etwa Druckluft oder auch Strom (Lineargenerator) erzeugen können.
Die Pescara-Maschinen wurden von der Firma SIGMA produziert, so das Modell GS34, ein 1200-PS-Generator.
Im Jahr 1963 arbeitete Pescara wieder mit seinen Söhnen in Paris zusammen und überprüfte für S.N Marep den 2000-PS-Generator ELPH 40. Im Dezember 1965 übergab er seinem jüngsten Sohn Christian de Pescara die Aufgabe, „das Geschäft mit Freikolbenmaschinen fortzuführen und alle notwendigen Mittel einzusetzen, um sie vielfältigen Anwendungen in der Industrie zuzuführen“. Er wollte noch leistungsfähigere Maschinen bauen – bevor jedoch ein Unternehmen zu deren Entwicklung gegründet wurde, starb Pescara im Alter von 76 Jahren in Paris.